# 1991 في المملكة المتحدة
فيما يلي قوائم الأحداث التي وقعت خلال عام 1991 في المملكة المتحدة.

## رياضة
- 1 يناير – بطولة ويمبلدون 1991

## ظهور
- 1 يناير – بورتس هيد
- 1 يناير – ديث ميتال
- 1 يناير – مجلة دي جي

## أفلام
من الأفلام التي صدرت هذه السنة في المملكة المتحدة:
- 1 يناير – الغداء العاري من إخراج ديفد كروننبرغ.

## برامج ومسلسلات وأنمي
- بينغو

## كتب
من الكتب التي صدرت هذه السنة في المملكة المتحدة:
- 1 يناير – مشكلة في خليج بولينسا وقصص أخرى من تأليف أجاثا كريستي.
- 1 مايو – عندما يطير الغراب من تأليف جيفري آرتشر.

## مواليد

### يناير
- 2 يناير – بين هاردي
- 2 يناير – داني ميلر ممثل من المملكة المتحدة.
- 12 يناير – بيكسي لوت
- 20 يناير – توم كايرني لاعب كرة قدم إنجليزي.
- 21 يناير – كريغ روبرتس
- 22 يناير – آدم ووكر لاعب كرة قدم بريطاني.

### فبراير
- 2 فبراير – ناثان ديلفونيسو لاعب كرة قدم إنجليزي.
- 4 فبراير – فريد إيفانز ملاكم من المملكة المتحدة.
- 7 فبراير – أوفي سوكو لاعب كرة سلة بريطاني.
- 14 فبراير – غوردون سميث لاعب كرة قدم بريطاني.
- 17 فبراير – إد شيران مغني و كاتب أغاني أنجليزي.
- 17 فبراير – بوني رايت
- 18 فبراير – هنري سورتيس
- 20 فبراير – جوسلين ري لاعبة كرة مضرب بريطانية.
- 20 فبراير – ديفيد ديفيز لاعب كرة قدم إنجليزي.
- 21 فبراير – جو ألوين ممثل بريطاني.
- 28 فبراير – جاك هوكسورث سائق سيارة سباق من المملكة المتحدة.

### مارس
- 2 مارس – بين غوردون لاعب كرة قدم إنجليزي.
- 3 مارس – أشلي هيمينغز لاعب كرة قدم بريطاني.
- 5 مارس – هانا مانغان لورينس ممثلة أسترالية.
- 9 مارس – ماثيو بريجز لاعب كرة قدم إنجليزي.
- 11 مارس – جاك رودويل لاعب كرة قدم إنجليزي.
- 22 مارس – داني ويب متسابق دراجات نارية من المملكة المتحدة.

### أبريل
- 5 أبريل – ناثانييل كلاين لاعب كرة قدم إنجليزي.
- 7 أبريل – أن-ماري
- 8 أبريل – ريان وليامز لاعب كرة قدم إنجليزي.
- 8 أبريل – كاميرون ستيوارت لاعب كرة قدم بريطاني.
- 10 أبريل – دانييل فيليسكيرك لاعب كرة قدم إنجليزي.
- 12 أبريل – جاز ريتشاردز لاعب كرة قدم بريطاني.
- 12 أبريل – جيمس ديكنز
- 19 أبريل – ستيف كوك لاعب كرة قدم إنجليزي.
- 21 أبريل – ريان ريتشاردز لاعب كرة سلة من المملكة المتحدة.
- 21 أبريل – فرانك ديلان ممثل بريطاني.
- 23 أبريل – ناثان بيكر لاعب كرة قدم إنجليزي.
- 25 أبريل – كالوم مكمانامان لاعب كرة قدم إنجليزي.
- 26 أبريل – ماثيو هويل
- 29 أبريل – آدم سميث لاعب كرة قدم إنجليزي.

### مايو
- 1 مايو – دانيل تالبوت عداء سرعة من المملكة المتحدة.
- 8 مايو – آدم ريد لاعب كرة قدم من المملكة المتحدة.
- 10 مايو – هارون خان
- 11 مايو – ليزا ويبورن لاعبة كرة مضرب بريطانية.
- 13 مايو – جو ماسون لاعب كرة قدم أيرلندي.
- 22 مايو – كايل بارتلي لاعب كرة قدم إنجليزي.

### يونيو
- 4 يونيو – كاثرين بريسكوت
- 4 يونيو – ميغان بريسكوت
- 7 يونيو – إميلي راتاجكوسكي
- 7 يونيو – بول جوردان متسابق دراجات نارية من المملكة المتحدة.
- 11 يونيو – ريان نوبل لاعب كرة قدم إنجليزي.
- 13 يونيو – ريان ماسون لاعب كرة قدم إنجليزي.
- 26 يونيو – أنتوني غراي لاعب كرة قدم إنجليزي.
- 28 يونيو – ويل ستيفنز سائق سيارة سباق من المملكة المتحدة.
- 30 يونيو – ناثانيل ويديربورن لاعب كرة قدم إنجليزي.

### يوليو
- 7 يوليو – جيمس فورست لاعب كرة قدم إنجليزي.
- 8 يوليو – جيمي بلاكلي
- 16 يوليو – أندروس تاونسيند لاعب كرة قدم إنجليزي.
- 22 يوليو – ماتي جيمس لاعب كرة قدم إنجليزي.

### أغسطس
- 5 أغسطس – روبرت لوي لاعب كرة سلة نيوزيلندي.
- 14 أغسطس – هوب أكبان لاعب كرة قدم بريطاني.
- 18 أغسطس – ليز كامباجي لاعبة كرة سلة أسترالية.
- 21 أغسطس – دانييل شارب
- 25 أغسطس – لوك أيلينج لاعب كرة قدم إنجليزي.
- 30 أغسطس – ليام كوبر لاعب كرة قدم بريطاني.

### سبتمبر
- 5 سبتمبر – اسكندر كينز ممثل بريطاني.
- 10 سبتمبر – ألين ريتشاردز لاعب كرة قدم من المملكة المتحدة.
- 10 سبتمبر – سام مرسي لاعب كرة قدم إنجليزي.
- 12 سبتمبر – مايك تاول ملاكم من المملكة المتحدة.
- 16 سبتمبر – كايل سميث متسابق دراجات نارية من المملكة المتحدة.
- 17 سبتمبر – جاك جيرفيس لاعب كرة قدم إنجليزي.
- 19 سبتمبر – ليام بالمر لاعب كرة قدم من المملكة المتحدة.
- 20 سبتمبر – داني هارت
- 26 سبتمبر – بول دوميت لاعب كرة قدم إنجليزي.
- 26 سبتمبر – دان بريستون لاعب كرة قدم إنجليزي.
- 30 سبتمبر – جوش موريس لاعب كرة قدم بريطاني.

### أكتوبر
- 2 أكتوبر – سام ووكر لاعب كرة قدم بريطاني.
- 2 أكتوبر – غوردون ريد
- 4 أكتوبر – لي آن بينوك مغنية بريطانية.
- 10 أكتوبر – أيدان وايت لاعب كرة قدم أيرلندي.

### نوفمبر
- 4 نوفمبر – مايكل جاكوبس لاعب كرة قدم بريطاني.
- 10 نوفمبر – أشلي سامونز لاعب كرة قدم إنجليزي.
- 11 نوفمبر – نيك روس لاعب كرة قدم بريطاني.
- 12 نوفمبر – أولي باربييري ممثل إنجليزي.
- 19 نوفمبر – مايكل كونلان ملاكم من المملكة المتحدة.
- 20 نوفمبر – غرانت هانلي لاعب كرة قدم إنجليزي.
- 27 نوفمبر – روبي ستيوارت متسابق دراجات نارية من المملكة المتحدة.
- 29 نوفمبر – بيكي جيمس درّاجة طريق من المملكة المتحدة.

### ديسمبر
- 2 ديسمبر – أندي يادوم لاعب كرة قدم إنجليزي.
- 2 ديسمبر – جوردن موتش لاعب كرة قدم إنجليزي.
- 14 ديسمبر – ستيفلون دون
- 19 ديسمبر – جيمس والاس لاعب كرة قدم إنجليزي.
- 19 ديسمبر – دكلن جالبرايث
- 24 ديسمبر – لويس توملينسون مغني من المملكة المتحدة.
- 26 ديسمبر – جاي ديفيز لاعب كرة قدم بريطاني.
- 27 ديسمبر – داني ويلسون لاعب كرة قدم إنجليزي.
- 29 ديسمبر – ستيفين كولكر لاعب كرة قدم إنجليزي.

## وفيات

### يناير
- 17 يناير – أولاف الخامس (مواليد 1903)
- 19 يناير – بوبي كومب (مواليد 1924) لاعب كرة قدم اسكتلندي.
- 24 يناير – جون ميدلتون (مواليد 1906) درّاج طريق من المملكة المتحدة.

### فبراير
- 8 فبراير – دافني جاكسون (مواليد 1936)
- 21 فبراير – مارجوت فونتين (مواليد 1919)

### مارس
- 15 مارس – روبن هيل (مواليد 1899)

### أبريل
- 3 أبريل – غراهام غرين (مواليد 1904)
- 16 أبريل – ديفيد لين (مواليد 1908)
- 22 أبريل – جاك كيد بيرغ (مواليد 1909)
- 26 أبريل – هنري ليبسون (مواليد 1910) فيزيائي من المملكة المتحدة.

### مايو
- 1 مايو – تشارلز سذرلاند إلتون (مواليد 1900)

### يونيو
- 14 يونيو – بيغي أشكروفت (مواليد 1907)
- 18 يونيو – رونالد ألين (مواليد 1930) ممثل إنجليزي.

### يوليو
- 21 يوليو – جو لوسي (مواليد 1930) ملاكم من المملكة المتحدة.
- 23 يوليو – بيتر كين (مواليد 1918) ملاكم من المملكة المتحدة.

### أغسطس
- 12 أغسطس – إدوارد جورج بوين (مواليد 1911) فيزيائي من المملكة المتحدة.
- 30 أغسطس – سيريل نوولز (مواليد 1944)

### سبتمبر
- 27 سبتمبر – أونا أونيل (مواليد 1925) ممثلة من الولايات المتحدة الأمريكية.

### نوفمبر
- 14 نوفمبر – توني ريتشاردسون (مواليد 1928)

### ديسمبر
- 6 ديسمبر – رودني آكلاند (مواليد 1908)
- 6 ديسمبر – ريتشارد ستون (مواليد 1913)
- 15 ديسمبر – راي سميث (مواليد 1936) ممثل بريطاني.
- 18 ديسمبر – جورج أبيكاسيس (مواليد 1913)